# Lengyel Anita
Lengyel Anita (Budapest, 1989. november 8. –) labdarúgó, hátvéd. Jelenleg a Femina játékosa. Testvére, Lengyel Dóra labdarúgókapus.

## Pályafutása

### Klubcsapatban
A Femina csapatában kezdte a labdarúgást. 2006-ban mutatkozott be az élvonalban. Kétszeres magyar bajnok.

## Sikerei, díjai
- Magyar bajnokság
  - bajnok: 2006–07